# Andreas Johannes Wiesand

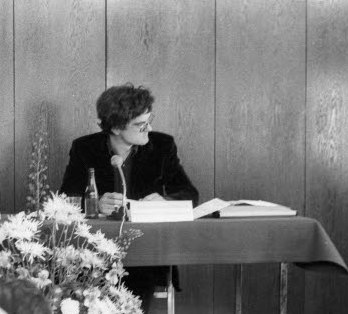
Andreas Wiesand bei einer Podiumsdiskussion während der Kieler Woche 1976

Andreas Johannes Wiesand (* 1945 in Eutin) ist ein deutscher Kulturwissenschaftler und Generalsekretär des European Institute for Comparative Cultural Research (ERICarts).

## Werdegang
Nach einem Rundfunkvolontariat studierte er Politik-, Kommunikations- und Erziehungswissenschaften in Berlin und Hamburg und promovierte 1977 mit einer Arbeit über die Mobilität von Journalisten. Er war Pressereferent des Rowohlt-Verlags. Von 1972 bis 1978 leitete er gemeinsam mit Karla Fohrbeck die unabhängige Forschungsgruppe „Institut für Projektstudien“. 1975 legten beide mit dem Künstler-Report zwei umfangreiche Bände zur sozialen Situation von Künstlern vor.
Später war er Direktor des Zentrums für Kulturforschung (ZfKf) und ab 1989 Professor für Kulturmanagement an der Hochschule für Musik und Theater Hamburg.

## Ehrungen
- 1990: Verdienstkreuz 1. Klasse der Bundesrepublik Deutschland